# 2021-es rövid pályás úszó-Európa-bajnokság
A 2021-es rövid pályás úszó-Európa-bajnokságot november 2–7. között rendezték Kazanyban, Oroszországban. Az Eb-n 42 versenyszámban avattak Európa-bajnokot. Eredetileg a verseny rendezésének jogát 2018 augusztusában Lisszabon kapta.

## A magyar versenyzők eredményei
| Érem  | Versenyző         | Versenyszám          | Dátum             |
| ----- | ----------------- | -------------------- | ----------------- |
| Arany | Szabó Szebasztián | Férfi 100 m pillangó | 2021. november 3. |
| Arany | Szabó Szebasztián | Férfi 50 m gyors     | 2021. november 4. |
| Arany | Szabó Szebasztián | Férfi 50 m pillangó  | 2021. november 6. |
| Ezüst | Milák Kristóf     | Férfi 200 m pillangó | 2021. november 5. |
| Bronz | Kós Hubert        | Férfi 400 m vegyes   | 2021. november 7. |

## Éremtáblázat
(A táblázatban Magyarország és a rendező nemzet eltérő háttérszínnel kiemelve.)
| Helyezés | Nemzet           | Arany | Ezüst | Bronz | Összesen |
| 1.       | Oroszország      | 11    | 5     | 8     | 24       |
| 2.       | Hollandia        | 8     | 5     | 5     | 18       |
| 3.       | Olaszország      | 7     | 18    | 10    | 35       |
| 4.       | Svédország       | 4     | 1     | 1     | 6        |
| 5.       | Magyarország     | 3     | 1     | 1     | 5        |
| 6.       | Lengyelország    | 2     | 2     | 4     | 8        |
| 7.       | Fehéroroszország | 2     | 2     | 0     | 4        |
| 8.       | Görögország      | 1     | 2     | 2     | 5        |
| 9.       | Németország      | 1     | 1     | 4     | 6        |
| 10.      | Románia          | 1     | 1     | 1     | 3        |
| 10.      | Törökország      | 1     | 1     | 1     | 3        |
| 12.      | Izrael           | 1     | 0     | 0     | 1        |
| 13.      | Franciaország    | 0     | 1     | 1     | 2        |
| 14.      | Csehország       | 0     | 1     | 0     | 1        |
| 14.      | Dánia            | 0     | 1     | 0     | 1        |
| 14.      | Észtország       | 0     | 1     | 0     | 1        |
| 14.      | Szerbia          | 0     | 1     | 0     | 1        |
| 14.      | Svájc            | 0     | 1     | 0     | 1        |
| 19.      | Ausztria         | 0     | 0     | 2     | 2        |
| 20.      | Szlovénia        | 0     | 0     | 1     | 1        |
| Összesen | Összesen         | 42    | 45    | 41    | 128      |

## Eredmények
- WR – világcsúcs;
- WJR – junior világcsúcs;
- ER – Európa-csúcs;
- CR – Európa-bajnoki csúcs

### Férfi
| Versenyszám          | Arany | Arany       | Ezüst | Ezüst    | Bronz | Bronz    |
| -------------------- | --- | ----------- | --- | -------- | --- | -------- |
| 50 m gyorsúszás      | Szabó Szebasztián · Magyarország | 20,72       | Lorenzo Zazzeri · Olaszország | 20,84    | Pawel Juraszek · LengyelországVlagyimir Morozov · Oroszország                                                                  | 20,95    |
| 100 m gyorsúszás     | Kliment Kolesznyikov · Oroszország | 45,58       | Alessandro Miressi · Olaszország | 45,84    | Vlagyiszlav Grinyov · Oroszország                                                                                              | 46,06    |
| 200 m gyorsúszás     | David Popovici · Románia | 1:42,12     | Luc Kroon · Hollandia | 1:42,20  | Stan Pijnenburg · Hollandia | 1:42,51  |
| 400 m gyorsúszás     | Luc Kroon · Hollandia | 3:38,33     | Matteo Ciampi · Olaszország | 3:38,58  | Marco De Tullio · Olaszország                                                                                                  | 3:38,80  |
| 800 m gyorsúszás     | Gregorio Paltrinieri · Olaszország | 7:27,94 CR  | Florian Wellbrock · Németország | 7:27,99  | Sven Schwarz · Németország | 7:33,85  |
| 1500 m gyorsúszás    | Florian Wellbrock · Németország | 14:09,88    | Gregorio Paltrinieri · Olaszország | 14:13,07 | Sven Schwarz · Németország | 14:26,24 |
| 50 m hátúszás        | Kliment Kolesznyikov · Oroszország | 22,47 CR    | Michele Lamberti · Olaszország | 22,65    | Robert Glință · Románia | 22,74    |
| 100 m hátúszás       | Kliment Kolesznyikov · Oroszország | 49,13       | Robert Glință · Románia | 49,31    | Apósztolosz Hrísztu · Görögország                                                                                              | 49,87    |
| 200 m hátúszás       | Radoslaw Kawecki · Lengyelország | 1:48,46     | Lorenzo Mora · Olaszország | 1:49,73  | Michele Lamberti · Olaszország                                                                                                 | 1:50,26  |
| 50 m mellúszás       | Ilja Simanovics · Fehéroroszország | 25,25 =WR   | Emre Sakçı · Törökország | 25,39    | Nicolò Martinenghi · Olaszország                                                                                               | 25,54    |
| 100 m mellúszás      | Nicolò Martinenghi · Olaszország | 55,63       | Ilja Simanovics · Fehéroroszország | 55,77    | Arno Kamminga · Hollandia | 55,79    |
| 200 m mellúszás      | Ilja Simanovics · Fehéroroszország | 2:01,73     | Arno Kamminga · Hollandia | 2:01,74  | Mihail Dorinov · Oroszország                                                                                                   | 2:02,07  |
| 50 m pillangóúszás   | Szabó Szebasztián · Magyarország | 21,75 =WR   | Matteo Rivolta · Olaszország | 22,14    | Thomas Ceccon · Olaszország | 22,24    |
| 100 m pillangóúszás  | Szabó Szebasztián · Magyarország | 49,68       | Michele Lamberti · Olaszország | 49,79    | Jakub Majerski · Lengyelország                                                                                                 | 49,86    |
| 200 m pillangóúszás  | Alberto Razzetti · Olaszország | 1:50,24     | Milák Kristóf · Magyarország | 1:51,11  | Jegor Pavlov · Oroszország | 1:51,81  |
| 100 m vegyesúszás    | Marco Orsi · Olaszország | 50,95       | Andréasz Vazéosz · Görögország | 51,72    | Bernhard Reitshammer · Ausztria                                                                                                | 51,91    |
| 200 m vegyesúszás    | Andréasz Vazéosz · Görögország | 1,51,70     | Thomas Ceccon · Olaszország | 1,52,49  | Alberto Razzetti · Olaszország                                                                                                 | 1,52,75  |
| 400 m vegyesúszás    | Ilya Borodin · Oroszország | 3:58,83 WJR | Alberto Razzetti · Olaszország | 4:00,34  | Kós Hubert · Magyarország | 4:03,16  |
| 4 × 50 m gyorsváltó  | Hollandia · Jesse Puts (21,10) · Stan Pijnenburg (20,74) · Kenzo Simons (20,59) · Thom de Boer (20,46)                                                                                 | 1:22,89     | Olaszország · Alessandro Miressi (21,20) · Thomas Ceccon (20,82) · Lorenzo Zazzeri (20,24) · Marco Orsi (20,66)                                                                                            | 1:22,92  | Oroszország · Vlagyimir Morozov (21,22) · Vlagyiszlav Grinyov (20,69) · Jevgenyij Rilov (20,99) · Kliment Kolesznyikov (20,45) | 1:23,35  |
| 4 × 50 m vegyesváltó | Olaszország · Michele Lamberti (22,62) · Nicolo Martinenghi (25,14) · Marco Orsi (22,17) · Lorenzo Zazzeri (20,21) · Lorenzo Mora · Federico Poggio · Thomas Ceccon · Leonardo Deplano | 1:30,14 WR  | Oroszország · Kliment Kolesznyikov (22,58) · Oleg Kosztyin (25,51) · Vlagyimir Morozov (22,18) · Vlagyiszlav Grinyov (20,52) · Pavel Szamuszenko · Danyil Szemjanyinov · Danyiil Markov · Szergej Feszikov | 1:30,79  | Hollandia · Stan Pijnenburg\| (23,80) · Arno Kamminga (25,48) · Jesse Puts (22,56) · Thom de Boer (20,32)                      | 1:32,16  |

### Női
| Versenyszám          | Arany | Arany       | Ezüst | Ezüst    | Bronz | Bronz        |
| -------------------- | --- | ----------- | --- | -------- | --- | ------------ |
| 50 m gyorsúszás      | Sarah Sjöström · Svédország                                                                                                 | 23,12 CR    | Katarzyna Wasick · Lengyelország                                                                            | 23,49    | Marija Kamenyeva · Oroszország                                                                                               | 23,72        |
| 100 m gyorsúszás     | Sarah Sjöström · Svédország                                                                                                 | 51,26       | Katarzyna Wasick · Lengyelország                                                                            | 51,58    | Marrit Steenbergen · Hollandia                                                                                               | 51,92        |
| 200 m gyorsúszás     | Marrit Steenbergen · Hollandia                                                                                              | 1:52,75     | Barbora Seemanova · Csehország                                                                              | 1:53,58  | Katja Fain · Szlovénia | 1:53,88      |
| 400 m gyorsúszás     | Anasztaszija Kirpicsnyikova · Oroszország                                                                                   | 3:59,18     | Anna Jegorova · Oroszország                                                                                 | 4:00,52  | Isabel Marie Gose · Németország                                                                                              | 4:01,37      |
| 800 m gyorsúszás     | Anasztaszija Kirpicsnyikova · Oroszország                                                                                   | 8:04,65     | Simona Quadarella · Olaszország                                                                             | 8:10,54  | Isabel Marie Gose · Németország                                                                                              | 8:10,60      |
| 1500 m gyorsúszás    | Anasztaszija Kirpicsnyikova · Oroszország                                                                                   | 15:18,30 CR | Simona Quadarella · Olaszország                                                                             | 15:34,16 | Martina Caramignoli · Olaszország                                                                                            | 15:37,33     |
| 50 m hátúszás        | Kira Toussaint · Hollandia                                                                                                  | 25,79       | Analia Pigrée · Franciaország                                                                               | 26,08    | Maaike de Waard · Hollandia                                                                                                  | 26,11        |
| 100 m hátúszás       | Kira Toussaint · Hollandia                                                                                                  | 55,76       | Maaike de Waard · Hollandia                                                                                 | 55,86    | Analia Pigrée · Franciaország                                                                                                | 56,40        |
| 200 m hátúszás       | Kira Toussaint · Hollandia                                                                                                  | 2:01,26     | Margherita Panziera · Olaszország                                                                           | 2:02,05  | Lena Grabowski · Ausztria | 2:04,74      |
| 50 m mellúszás       | Arianna Castiglioni · Olaszország                                                                                           | 29,66       | Benedetta Pilato · Olaszország                                                                              | 29,75    | Nyika Godun · Oroszország | 29,80        |
| 100 m mellúszás      | Martina Carraro · Olaszország                                                                                               | 1:04,01     | Jevgenyija Csikunova · OroszországEneli Jefimova · Észtország                                               | 1:04,25  | nem adták ki | nem adták ki |
| 200 m mellúszás      | Jevgenyija Csikunova · Oroszország                                                                                          | 2:16,88 WJR | Marija Tyemnyikova · Oroszország                                                                            | 2:18,45  | Francesca Fangio · Olaszország                                                                                               | 2:19,69      |
| 50 m pillangóúszás   | Sarah Sjöström · Svédország                                                                                                 | 24,50 CR    | Maaike de Waard · Hollandia                                                                                 | 24,97    | Silvia Di Pietro · OlaszországÁna Dundunáki · Görögország                                                                    | 25,09        |
| 100 m pillangóúszás  | Sarah Sjöström · Svédország                                                                                                 | 55,84       | Ána Dundunáki · GörögországAnasztaszija Skurdaj · Fehéroroszország                                          | 56,35    | nem adták ki | nem adták ki |
| 200 m pillangóúszás  | Szvetlana Csimrova · Oroszország                                                                                            | 2:04,97     | Helena Rosendahl Bach · Dánia                                                                               | 2:05,02  | Ilaria Bianchi · Olaszország                                                                                                 | 2:05,43      |
| 100 m vegyesúszás    | Alicja Tchórz · Lengyelország                                                                                               | 57,82       | Marija Kamenyeva · Oroszország                                                                              | 57,83    | Sarah Sjöström · Svédország                                                                                                  | 58,05        |
| 200 m vegyesúszás    | Anastasya Gorbenko · Izrael                                                                                                 | 2:05,17     | Maria Ugolkova · Svájc                                                                                      | 2:06,41  | Viktoriya Zeynep Güneş · Törökország                                                                                         | 2:07,67      |
| 400 m vegyesúszás    | Viktoriya Zeynep Güneş · Törökország                                                                                        | 4:30,45     | Anja Crevar · SzerbiaSara Franceschi · Olaszország                                                          | 4:30,47  | nem adták ki | nem adták ki |
| 4 × 50 m gyorsváltó  | Oroszország · Rozalija Naszretgyinova (24,18) · Arina Szurkova (23,41) · Marija Kamenyeva (23,70) · Darja Klepikova (23,63) | 1:34,92     | Hollandia · Kim Busch (24,18) · Maaike de Waard (23,71) · Kira Toussaint (23,92) · Valerie van Roon (23,66) | 1:35,47  | Lengyelország · Katarzyna Wasick (23,40) · Kornelia Fiedkiewicz (24,20) · Dominika Sztandera (24,87) · Alicja Tchorz (23,47) | 1:35,94      |
| 4 × 50 m vegyesváltó | Oroszország · Marija Kamenyeva (26,42) · Nyika Godun (29,47) · Arina Szurkova (24,49) · Darja Klepikova (23,81)             | 1:44,19     | Svédország · Hanna Rosvall (26,57) · Emelie Fast (29,96) · Sara Junevik (24,85) · Sarah Sjöström (22,94)    | 1:44,32  | Olaszország · Silvia Scalia (26,59) · Arianna Castiglioni (29,36) · Elena Di Liddo (24,97) · Silvia Di Pietro (23,54)        | 1:44,46      |

### Mixváltók
| Versenyszám         | Arany | Arany      | Ezüst | Ezüst   | Bronz | Bronz   |
| ------------------- | --- | ---------- | --- | ------- | --- | ------- |
| 4 × 50 m mix gyors  | Hollandia · Jesse Puts (21,06) · Thom de Boer (20,55) · Maaike de Waard (23,46) · Kim Busch (23,86) · Kenzo Simons · Stan Pijnenburg · Tamara van Vliet · Valerie van Roon | 1:28,93    | Olaszország · Alessandro Miressi (21,33) · Lorenzo Zazzeri (20,59) · Silvia Di Pietro (23,48) · Costanza Cocconcelli (24,00) · Leonardo Deplano · Filippo Megli · Chiara Tarantino                       | 1:29,40 | Lengyelország · Paweł Juraszek (21,33) · Jakub Majerski (21,03) · Alicja Tchórz (24,01) · Katarzyna Wasick (23,09)                                                                                            | 1:29,46 |
| 4 × 50 m mix vegyes | Hollandia · Kira Toussaint (25,99) · Arno Kamminga (25,54) · Maaike de Waard (24,50) · Thom de Boer (20,15) · Kim Busch · Jesse Puts                                       | 1:36,18 WR | Olaszország · Michele Lamberti (22,72) · Nicolò Martinenghi (25,13) · Elena Di Liddo (25,09) · Silvia Di Pietro (23,45) · Matteo Rivolta · Alessandro Pinzutti · Costanza Cocconcelli · Chiara Tarantino | 1:36,39 | Oroszország · Kliment Kolesznyikov (22,47) · Oleg Kosztyin (25,58) · Arina Szurkova (24,88) · Marija Kamenyeva (23,49) · Pavel Szamuszenko · Kirill Strelinkov · Szvetlana Csimrova · Rozalija Naszretgyinova | 1:36,42 |

## További információ
- Hivatalos oldal Archiválva 2021. november 1-i dátummal a Wayback Machine-ben